# Kendal Nicely
Kendal Nicely (26 de febrero de 1991) es una deportista estadounidense que compitió en tiro con arco, en la modalidad de arco compuesto. Ganó dos medallas de bronce en el Campeonato Mundial de Tiro con Arco al Aire Libre, en los años 2007 y 2009.

## Palmarés internacional
| Campeonato Mundial al Aire Libre | Campeonato Mundial al Aire Libre | Campeonato Mundial al Aire Libre | Campeonato Mundial al Aire Libre |
| Año                              | Lugar                            | Medalla                          | Prueba                           |
| -------------------------------- | -------------------------------- | -------------------------------- | -------------------------------- |
| 2007                             | Leipzig (Alemania)               | Medalla de bronce                | Equipo                           |
| 2009                             | Ulsan (Corea del Sur)            | Medalla de bronce                | Equipo                           |